# CSIR
CSIR (ang. Council for Scientific and Industrial Research - Rada ds. Badań Naukowych i Przemysłowych) – południowoafrykańska organizacja zajmującą się badaniami naukowymi i technologicznymi. Ustanowiona aktem rządowym z roku 1945. Mieści się we własnym kampusie w Pretorii.